# Igor Walerejewitsch Tschugainow
Igor Walerejewitsch Tschugainow (russisch Игорь Валерьевич Чугайнов; * 6. April 1970 in Moskau, Russische SFSR, UdSSR) ist ein ehemaliger russischer Fußballspieler und heutiger -trainer.

## Karriere

### Verein
Der Verteidiger spielte von 1986 bis 1993 für Torpedo Moskau. 1994 wurde er von Lokomotive Moskau aus der Premjer-Liga verpflichtet, wo er viermal den Russischen Pokal gewann. Die Spielzeit 2002 verbrachte er bei Uralan Elista.

### Nationalmannschaft
Tschugainow absolvierte 26 Partien für die russische Fußballnationalmannschaft. Bei der Fußball-Weltmeisterschaft 2002 in Japan und Südkorea wurde er in das russische Aufgebot aufgenommen, jedoch nicht eingesetzt.